# USNS Yuma (T-EPF-8)
USNS Yuma (T-EPF-8) — експедиційний швидкісний транспорт типу «Спірхед». Призначений для роботи в мілководних портах та фарватерах.
Кораблі можуть здійснювати гуманітарні місії, перекидання військ, вантажів та військової техніки.

## Служба
У 2019 році судно двічі заходило до Одеси, перший візит відбувся 29 червня 2019 року перед початком міжнародних навчань Sea Breeze 2019, куди він доправив обладнання, спорядження та військову техніку американської сторони.
Другий — 19 вересня 2019 року, мета цього візиту не повідомлялась.
У липні 2021 року, у завершальний день багатонаціональних навчань Sea Breeze 2021, до Одеси зайшов швидкісний транспортний корабель USNS Yuma (T-EPF-8) ВМФ США. У Шостому флоті США назвали метою візиту до Чорного моря «оперування з нашими союзниками та партнерами по НАТО».